# Bahnstrecke Villamar–Ales
| |                          |                                   |                                   |
| Streckenlänge: | 26 km                    |                                   |                                   |
| Spurweite: | 950 mm (ital. Meterspur) |                                   |                                   |
| |                          |                                   |                                   |
| \| \| \| ehem. Bahnstrecke von Isili \| \| \| \| 0,0 \| Villamar \| 107 m s.l.m. \| \| \| \| eham. Bahnstrecke nach Villacidro \| \| \| \| 7,2 \| Lunamatrona-Pauli Arbarei \| 159 m s.l.m. \| \| \| 10,9 \| Ussaramanna-Turri \| 159 m s.l.m. \| \| \| 14,0 \| Baressa-Baradili \| 160 m s.l.m. \| \| \| 17,4 \| Sini \| 198 m s.l.m. \| \| \| 18,8 \| Gonnosnò \| 178 m s.l.m. \| \| \| 24,2 \| Curcuris \| 130 m s.l.m. \| \| \| 26,2 \| Ales \| 167 m s.l.m. \| |                          |                                   |                                   |
| Strecke (außer Betrieb) |                          | ehem. Bahnstrecke von Isili       | ehem. Bahnstrecke von Isili       |
| Bahnhof (Strecke außer Betrieb) | 0,0                      | Villamar                          | 107 m s.l.m.                      |
| Abzweig geradeaus und nach links (Strecke außer Betrieb) |                          | eham. Bahnstrecke nach Villacidro | eham. Bahnstrecke nach Villacidro |
| Bahnhof (Strecke außer Betrieb) | 7,2                      | Lunamatrona-Pauli Arbarei         | 159 m s.l.m.                      |
| Bahnhof (Strecke außer Betrieb) | 10,9                     | Ussaramanna-Turri                 | 159 m s.l.m.                      |
| Bahnhof (Strecke außer Betrieb) | 14,0                     | Baressa-Baradili                  | 160 m s.l.m.                      |
| Bahnhof (Strecke außer Betrieb) | 17,4                     | Sini                              | 198 m s.l.m.                      |
| Bahnhof (Strecke außer Betrieb) | 18,8                     | Gonnosnò                          | 178 m s.l.m.                      |
| Haltepunkt / Haltestelle (Strecke außer Betrieb) | 24,2                     | Curcuris                          | 130 m s.l.m.                      |
| Kopfbahnhof Streckenende (Strecke außer Betrieb) | 26,2                     | Ales                              | 167 m s.l.m.                      |

Die Bahnstrecke Villamar–Ales war eine schmalspurige Zweigstrecke der Bahnstrecke Isili–Villacidro auf Sardinien.

## Geschichte
Die sardische Bahngesellschaft Ferrovie Complementari della Sardegna konnte am 21. Juni 1915 den Bahnverkehr zwischen Isili und Villacidro aufnehmen. Davon zweigte in Villamar die 26 Kilometer lange Strecke nach Ales in Richtung Norden ab.
Ab 1926 gab es immer wieder Gespräche über eine Fusion mit der Ferrovie Meridionali Sarde, um eventuell auch eine Verbindung zwischen Villacidro und Siliqua zu erreichen und den Betrieb effizienter zu machen. Mitte des 20. Jahrhunderts wurde der Bahnverkehr zunehmend defizitär, so dass am 1. Juli 1956 – nach fast genau 41 Jahren – die Strecke stillgelegt wurde. Es waren die ersten Stilllegungen des sardischen Bahnnetzes. Die Gleise wurden inzwischen abgebaut.